# Декав, Люсетт
Люсетт Декав (фр. Lucette Descaves; 1 апреля 1906, Париж — 15 апреля 1993) — французская пианистка и музыкальный педагог.
Родилась в артистической семье: её отец Эжен Декав был коллекционером живописи, дружил с Гюисмансом, дядя Люсьен Декав был известным писателем; крёстным отцом девочки был композитор Сен-Санс.
Окончила Парижскую консерваторию у Маргерит Лонг и Ива Ната, однако в значительной степени была ученицей и продолжательницей Мориса Равеля. Впервые исполнила фортепианный концерт Андре Жоливе и многие пьесы Артюра Онеггера.
С 1941 г. преподавала в Парижской консерватории. Среди её учеников, в частности, Жан Ив Тибоде, Брижит Анжерер, Оливье Грейф, сёстры Лабек и др.